# Милена Дамянова
Милена Дамянова е български филолог, застъпник за правата на децата с увреждания и техните семейства. Зам.-министър на образованието в първото правителство на Бойко Борисов (2010 – 2013). Представител на България в Международното бюро по образование на ЮНЕСКО за периода 2011 – 2013 г. Народен представител в XLII, XLIII и XLIV НС; Председател на Комисията по образованието и науката в XLIII и XLIV народно събрание и член на Комисията по взаимодействието с неправителствените организации и жалбите на гражданите. От 2013 до 2021 г. е член на Комисията по култура, наука, образование и медии и на Комисията по равенство и защита от дискриминация в Парламентарната асамблея на Съвета на Европа. 

## Биография
Милена Дамянова е родена на 2 август 1976 година в град Силистра. Завършва средното си образование в ЕГ „Пейо Яворов“ – Силистра с профил „Френски език“, а през 2001 г. – специалност „Унгарска филология“ в СУ „Св. Климент Охридски“. Притежава професионална квалификация по „Финансов мениджмънт“ в СА „Димитър А. Ценов“ – Свищов. Специализирала в Унгария. Към момента е дипломант в магистърска програма "Клинична социална работа" към Нов български университет.
Работила е като хоноруван асистент в СУ „Св. Климент Охридски“ и като преводач. До 14 септември 2010 година е парламентарен секретар на Министерството на образованието, младежта и науката, след което е назначена за зам.-министър на образованието в първото правителство на Бойко Борисов. Носител на наградата „ЗЛАТНА ЯБЪЛКА” за 2012 г. на Национална мрежа за децата за принос към живота и благосъстоянието на българските деца в категория  „Политик на национално ниво”.